# Paz Eterna (532)
A Paz Eterna (em grego: ἀπέραντος εἰρήνη), assinada em 532 entre o Império Bizantino e o Império Sassânida, foi um tratado de paz de duração indefinida, que concluiu a Guerra Ibérica (527–531) entre os dois poderes. Anunciou um período de relações relativamente cordiais, mas durou apenas até 540, quando hostilidades recomeçaram sobre o controle de Lázica.

## História
A Guerra Ibérica, provocada pela revolta dos ibéricos contra os persas em 524/525, tinha sido largamente indecisiva: os persas rapidamente esmagaram a revolta, mas foram incapazes de fazer qualquer ganho em território bizantino, exceto em dois fortes, Escanda e Sarapanis, em Lázica. Os bizantinos recuperaram de alguns reveses iniciais, infligindo duas grandes derrotas aos persas em 530 em Dara e Satala. Em seu rescaldo, eles ganharam os fortes fronteiriços de Bolo e Farângio (atual İspir), na Armênia, mas foram, por sua vez, derrotados em Calínico em 532. Ao longo destes conflitos, períodos de trégua e negociações foram intercalados com campanhas, mas estes levaram a nenhum resultado concreto.

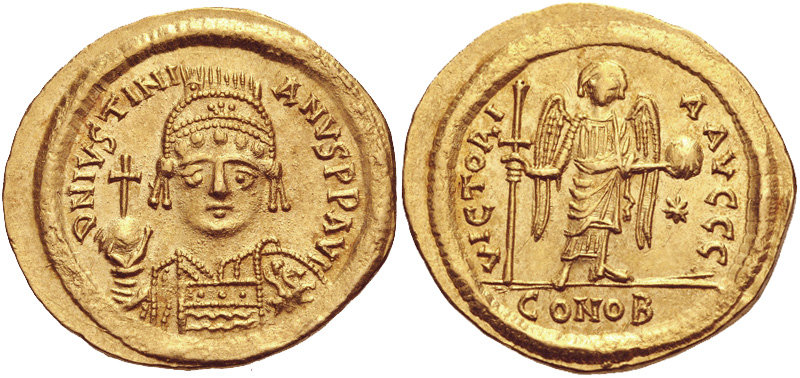
Soldo de Justiniano r.

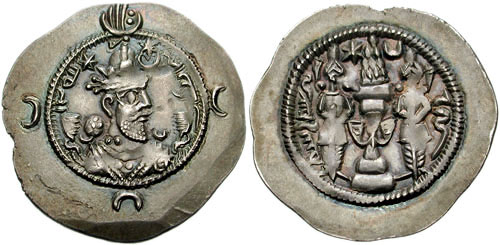
Dracma de r.

Com a morte do xá sassânida Cavades I (r. 488–496; 499–531) no final de 531, contudo, e a ascensão de seu terceiro filho Cosroes I (r. 531–579), a situação mudou: a posição doméstica de Cosroes era insegura, enquanto no lado bizantino, o imperador Justiniano (r. 527–565) talvez já estivesse mais focado em recuperar a metade ocidental do Império Romano do que prosseguir guerra contra a Pérsia. Os enviados bizantinos, Rufino, Hermógenes, Alexandre e Tomás encontraram Cosroes com uma disposição conciliatória maior que seu pai, e um acordo foi logo alcançado. Justiniano pagou 110 centenários (ca. 4990 kg) de ouro, aparentemente como uma contribuição para a defesa das passagens do Cáucaso contra os bárbaros que viviam além, e a base do duque da Mesopotâmia seria transferida da fortaleza de Dara para a cidade de Constantina.
Os dois governantes reconheceram mais uma vez um ao outro como iguais e prometeram assistência mutua. Cosroes inicialmente se recusou a devolver os dois fortes de Lázica, enquanto exigia o retorno dos dois outros fortes que os bizantinos haviam conquistado na Armênia. De início Justiniano concordou, mas logo mudou de ideia, fazendo com que o acordo fosse quebrado. No verão de 532, contudo, uma nova embaixada feita por Hermógenes e Rufino conseguiu convencer Cosroes para uma troca completa dos fortes ocupados, bem como permitir que os rebeldes ibéricos exilados no Império Bizantino pudessem ficar ou retornar para suas casas sem moléstias.
Os anos seguintes foram marcados por uma atmosfera extremamente cordial e cooperação entre os dois grandes poderes do Oriente Médio. Durante este tempo, contudo, como Justiniano focou suas energias e recursos nas guerras de reconquista contra os vândalos e na península Itálica contra os ostrogodos, as defesas do Oriente foram negligenciadas. Isto mostrou-se uma oportunidade de ouro para Cosroes, que, instado por emissários godos, e ansioso para encher os cofres do Estado com butim, começou uma nova guerra no verão de 540.